# Barriga de Aluguel
Barriga de Aluguel (en español, Vientre de alquiler) es una telenovela brasileña producida y emitida por TV Globo. Fue escrita por Gloria Pérez, en colaboración con Leila Míccolis, con la dirección general de Wolf Maya, dirección de Maya, Ignacio Coqueiro y Sílvio de Francisco. Barriga de Aluguel el primer capítulo se emitió el 20 de agosto de 1990, reemplazando Gente Fina, y el último capítulo aparece el 1 de junio de 1991, totalizando 243 capítulos, siendo sustituido por Salomé.
Esta telenovela fue protagonizada por Cláudia Abreu, Cássia Kis y Victor Fasano y con las participaciones antagónicas de Teresa Seiblitz y Adriano Reys quienes interpretaron  los personajes principales en una historia donde el tema central fue el barriga-de-aluguel, la expresión popular brasileña para madre de alquiler.

## Producción
Inicialmente, la novela se muestra en el momento de 20h, debido a su tema polémico. Estaba programada para reemplazar a Roque Santeiro, en 1986, pero fue reemplazado por Selva de Pedra. En 1989 fue incluido de nuevo al aire a las 20h, en sustitución del Salvador de la Patria, pero en su lugar, el vicepresidente de las Organizações Globo, José Bonifacio de Oliveira Sobrinho, detuvo la producción de la novela, tal como se suponía que quería poner fin a con los excesos dramáticos en el tiempo. En cambio, la novela Tieta ha demostrado que, incluso entonces, se consagró como una película sentimental, que se refiere al éxito de Roque Santeiro, las "novelas de ocho", cuyo principal objetivo es más realista las cuestiones controvertidas. Esta fue la última novela de Ivon Cury y Paulo Villaça, y tenía el título de Novos Tempos.

## Transmisión

### Entrada
En la parte inferior de los signos de apertura, el cuerpo de una mujer embarazada. Fotografiadas desde arriba, contra la oscuridad, ella va a abrir sus piernas, detrás de una enorme barriga. El espacio entre las piernas, se detiene un potente foco. Esclavizados por la verbal, la imagen es explícito: la mujer está dando a luz al espectador.
Eugênio Bucci, el diario Folha de S. Paulo, en una crítica del primer capítulo de la novela.

### Transmisión internacional
La telenovela ya se ha demostrado en más de 30 países, incluyendo Alemania, Estados Unidos, Italia y Turquía.

## Argumento
La pareja Ana y Zeca tienen muchas ganas de tener un hijo. Después de varios intentos fallidos de quedar embarazada, Ana recibe del Dr. Álvaro Barone, un médico de renombre, una triste noticia: no puede tener hijos. Dr. Barone le dice a la pareja que hay una manera de hacer realidad este sueño: contratar a un sustituto.
Clara es una chica pobre que trabaja como empleada de día y de noche en un Café en Copacabana como bailarina, y ve una oportunidad para mejorar su vida alquilando su vientre para Ana y Zeca.
A cambio de 20.000 dólares, Clara acuerda prestar su vientre. Sin embargo, durante el embarazo, Clara se toma por el sentimiento la maternidad y, después de un parto complicado que hace que quede estéril, se niega a entregar al niño y huye con el bebé. Se inicia, entonces una batalla legal por la custodia del niño. Ana dice que la madre está argumentando a su favor, la herencia genética, ya que el óvulo y el espermatozoide es de su esposo, y Clara sólo prestó su vientre. Clara argumenta que ella es la madre del bebé, ya que se ha gestado en su vientre y fue ella quien dio a luz. Las cosas peoran cuando Zeca se enamora de Clara, y rompe con Ana que hará todo el posible para tener a su niño y esposo juntos.

## Elenco

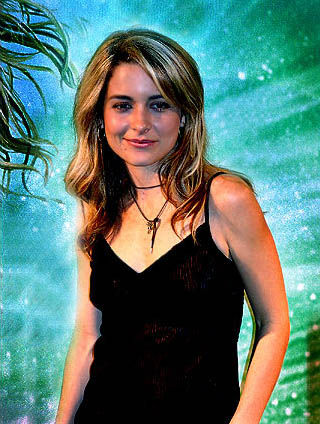
Cláudia Abreu interpretou Clara.

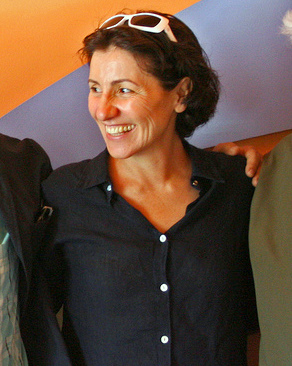
Cássia Kis intrepetou Ana.

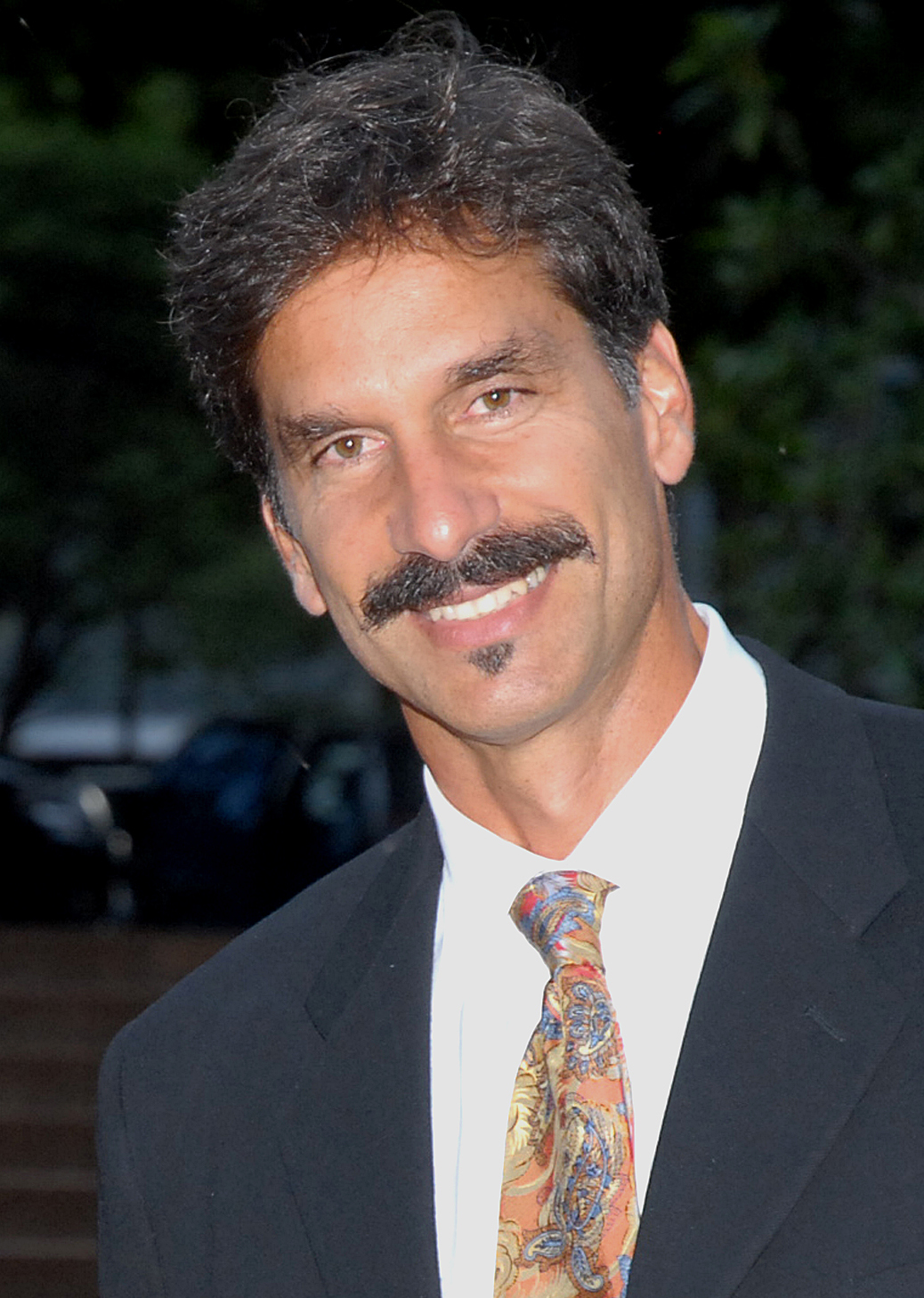
Victor Fasano interpretou Zeca.

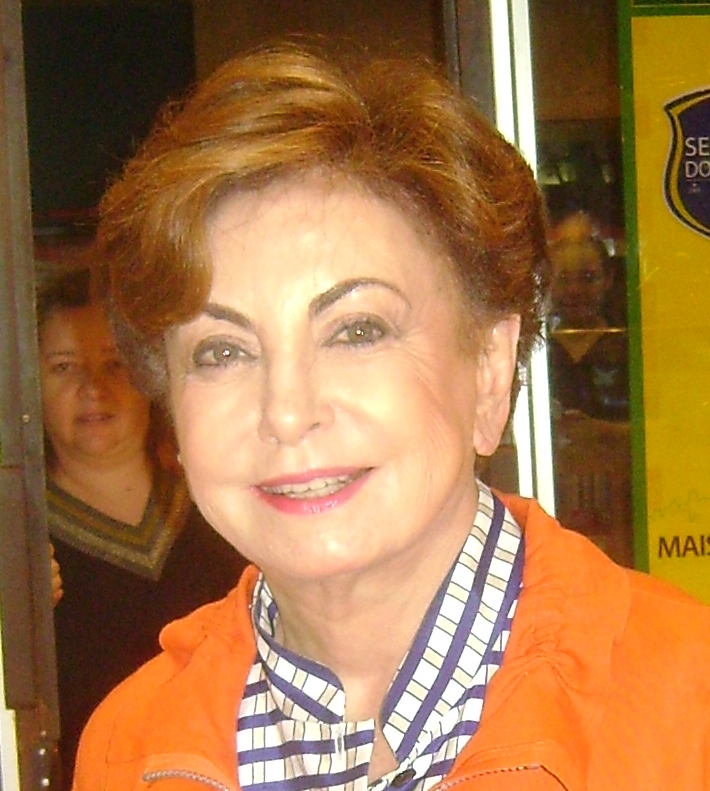
Beatriz Segall interpretou Miss Brown.

| Actor                | Personaje                         |
| -------------------- | --------------------------------- |
| Cláudia Abreu        | Clara Ribeiro                     |
| Cássia Kis           | Ana Paranhos de Alencar           |
| Victor Fasano        | Zeca Alencar                      |
| Mário Lago           | Dr. Molina                        |
| Beatriz Segall       | Miss Penélope Brown (Miss Brown)  |
| Humberto Martins     | João dos Santos                   |
| Renée de Vielmond    | Aída Baronni                      |
| Adriano Reys         | Dr. Álvaro Baronni                |
| Leonardo Villar      | Ezequiel Ribeiro                  |
| Eri Johnson          | Lulu                              |
| Jairo Mattos         | Tadeu Junqueira Lima              |
| Lúcia Alves          | Moema Paranhos                    |
| Wolf Maya            | Paulo César                       |
| Denise Fraga         | Ritinha                           |
| Lady Francisco       | Yara                              |
| Nicole Puzzi         | Luísa Coller                      |
| Teresa Seiblitz      | Laura Baronni                     |
| Sura Berditchevsky   | Raquel Ribeiro                    |
| Sônia Guedes         | Ambrosina dos Santos              |
| Vera Holtz           | Dos Anjos                         |
| Francisco Milani     | Chiquinho/Ramon/Dartagnan/Salgado |
| Anilza Leoni         | Edith                             |
| Regina Restelli      | Rosa Aimeé                        |
| Daniela Pérez        | Clô                               |
| Paulo César Grande   | Dudu                              |
| Carla Daniel         | Cissa                             |
| Carlos Kroeber       | Ramiro                            |
| Ilka Soares          | Mimi                              |
| Emiliano Queiroz     | Dr. Barroso                       |
| Tácito Rocha         | Garcez                            |
| Victor Branco        | Jonas                             |
| Mariane Egbert       | Drica                             |
| Vanessa Barum        | Leninha                           |
| Marcelo Saback       | Duarte                            |
| Alessandra Aguiar    | Tita                              |
| Mary Daniel          | Vovó Lola                         |
| Vânia de Brito       | Dina                              |
| Renato Rabello       | Pitty Ribeiro                     |
| Caio Junqueira       | Tatau Ribeiro                     |
| Cynthia Maranhão     | Mariana Ribeiro                   |
| Paulo Leite          | Fernando                          |
| Chico Tenreiro       | Antônio                           |
| Darcy de Souza       | Leonora                           |
| Pedro Bellini        | Jeremias                          |
| Leonardo Serrano     | Marcelinho                        |
| Duda Ribeiro         | Ricky                             |
| Jonas Mello          | Delegado José de Oliveira         |
| Khristhel Bianco     | Daise                             |
| Cacá Silva           | Tomas                             |
| Cristina Bittencourt | Celinha                           |
| Ricardo Câmara       | Serginho                          |
| Paula Burlamaqui     | Paulinha                          |
| Tetê Vasconcellos    | Cacá                              |
| Vera Paxie           | Maria Alice                       |
| Mara Sandes          | Leila                             |
| Fernanda Ferraz      | Júlia                             |
| Antonio Viana        | Bené                              |
| Júlia Miranda        | Audenora                          |
| Rosana Fraga         | Mirtes                            |
| Rosimar de Mello     | Teresinha                         |
| Vanda Alves          | Jussara                           |
| Dayse Tenório        | Regina                            |

### Elenco de apoyo
| Ator            | Personagem         |
| --------------- | ------------------ |
| Neuza Amaral    | Juíza              |
| Nelson Dantas   | Psicanalista       |
| Ivan Mesquita   | oficial de justiça |
| Moacyr Deriquem | Juiz               |
| Paulo Villaça   | ?                  |
| Ivon Cury       | ?                  |
| Newton Martins  | ?                  |
| Bruno Gagliasso | ?                  |